# Snatcher
Snatcher är ett datorspel som släpptes i Japan 1988, av Konami. Det har därefter släppts på Sega Mega CD 1994 samt Sega Saturn och Playstation 1996. 

## Handling
Det är 1991 (datum angivet som 6 juni 1991 i många icke-japanska versioner), och ett kemiskt vapen känt som Lucifer-Alpha i Chernoton, Ryssland släpps ut i atmosfären, vilket orsakar oroligt många människors död. Detta blir känt som "The Catastrophe", eller "Katastrofen" 
50 år senare började robotar, kända som "Snatchers", att terrorisera, och mörda vittnen på den konstgjorda ön Neo Kobe City. Man spelar huvudpersonen, protagonisten Gillian Seed.

### Fotnoter
1. 1 2  ”Snatcher”. Gamefaqs. http://www.gamefaqs.com/segacd/563492-snatcher/data. Läst 6 juni 2014.